# Diogenesia laxa
Diogenesia laxa är en ljungväxtart som först beskrevs av A. C. Smith, och fick sitt nu gällande namn av Herman Otto Sleumer. Diogenesia laxa ingår i släktet Diogenesia och familjen ljungväxter. Inga underarter finns listade i Catalogue of Life.